# Chirostirca
Genre
Chirostirca est un genre de coléoptères de la famille des Ptiliidae.

## Liste d'espèces
Selon Catalogue of Life (27 février 2021) :
- Chirostirca gomyi Johnson, 1985